# Zoot Horn Rollo
Zoot Horn Rollo, pseudonimo di William Harkleroad, detto Bill (Palmdale, 12 dicembre 1948), è un chitarrista statunitense.
Nel 2003 la rivista Rolling Stone lo ha classificato in posizione 62 nella classifica dei 100 migliori chitarristi di tutti i tempi.

## Biografia
Da piccolo imparò a suonare la fisarmonica, dopo di che passò alla chitarra durante l'adolescenza. Nella vicina Lancaster, California, cominciò a suonare in gruppi locali. Crebbe con Mark Boston, futuro membro di Captain Beefheart & His Magic Band, in un gruppo chiamato B.C. & The Cavemen. In seguito i due suonarono anche nei Blues in a Bottle con Jeff Cotton. 
Bill si unì alla Magic Band nel 1968 dopo l'uscita dal gruppo di Alex St. Claire. Lasciò il gruppo nel 1973 con diversi altri membri della band per formare i Mallard. Il suo libro, Lunar Notes, descrive le tensioni che ci furono tra Captain Beefheart e gli altri membri del gruppo, tensioni che portarono alla rottura della band stessa.
Dopo lo scioglimento dei Mallard, ha avuto un coinvolgimento limitato con la comunità musicale come esecutore. Tuttavia ha continuato il suo coinvolgimento in altre attività sempre legate alla musica, come manager di uno studio di registrazione e come istruttore musicale a Eugen, nell'Oregon, dove avrebbe insegnato a suonare al futuro chitarrista Chris Gunn.
Il 27 novembre 2001 ha pubblicato We Saw a Bozo Under the Sea. Nel 2008  John French (alias "Drumbo") ex compagno di Harkleroad nella Magic Band, ha pubblicato l'album City of Refuge nel quale Harkleroad suona la chitarra in tutti e dodici i brani.

## Discografia parziale

### Solista

#### Album in studio
- 2001 - We Saw a Bozo Under the Sea

#### EP
- 2014 - #1#2#3#4

### Con Captain Beefheart & His Magic Band

#### Album in studio
- 1969 - Trout Mask Replica
- 1970 - Lick My Decals Off, Baby
- 1972 - The Spotlight Kid
- 1972 - Clear Spot
- 1974 - Unconditionally Guaranteed

### Con i Mallard

#### Album in studio
- 1975 - Mallard
- 1976 - In a Different Climate

### Con John "Drumbo" French

#### Album in studio
- 2008 - City of Refuge

## Libri
- (EN) Bill Harkleroad e Billy James, Lunar Notes, SAF Publishing, Ltd., 1998.